# Bulls (rugbylag)
Bulls, av sponsoravtalsskäl kallade Vodacom Bulls, är ett sydafrikanskt professionellt rugby union-lag som spelar i Super Rugby. Laget har sin hemmaplan på Loftus Versfeld Stadium i Pretoria.
Bulls är det mest framgångsrika sydafrikanska laget i Super Rugby med tre segrar (2007, 2009 och 2010). De har även nått semifinalerna 1996, 2005, 2006 och 2013.